# Forêt primitive de Kasugayama
La forêt primitive de Kasugayama (春日山原始林, Kasugayama genshirin) est une forêt primaire du Japon située à Nara, dans la préfecture de Nara, sur l'île de Honshū. Montagne sacrée du bouddhisme et du shintoïsme depuis au moins le début du VIIIe siècle, cette étendue forestière nationale est classée monument naturel national spécial en 1955, puis, en 1998, parmi les monuments historiques de l'ancienne Nara, inscrite sur la liste du patrimoine de l'humanité établie par l'UNESCO.

## Géographie

### Situation

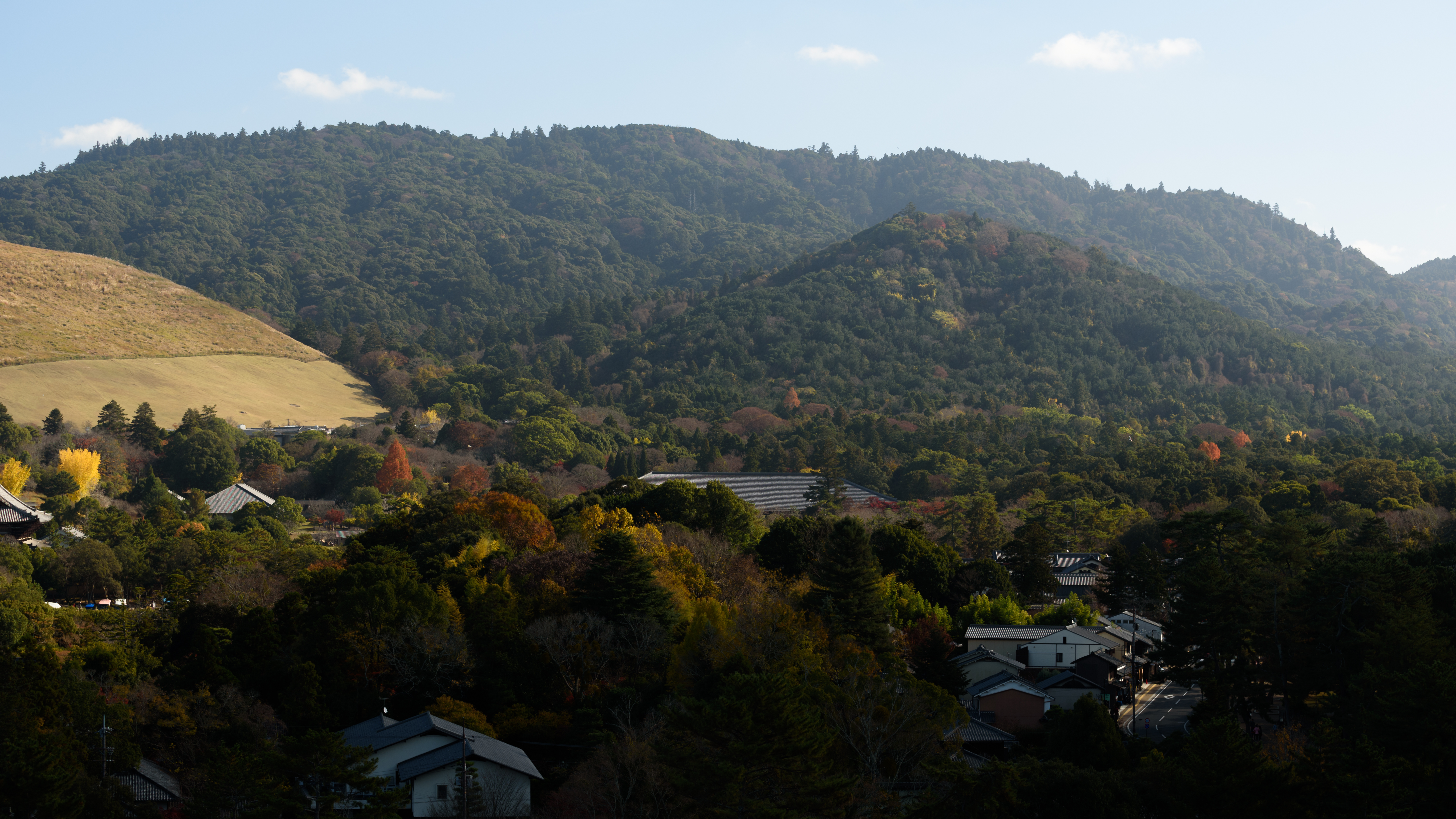
Vue des versants ouest des monts Mikasa et Hana.

La forêt primitive de Kasugayama est une forêt nationale entièrement située dans la ville de Nara (préfecture de Nara), sur l'île de Honshū, au Japon. Environ 370 km, à vol d'oiseau, au sud-ouest de l'agglomération de Tokyo, elle s'étend sur 250 ha dans la partie ouest de l'ancienne capitale impériale, 32 km à l'est d'Osaka. Elle couvre les monts Hana (498 m) et Mikasa (297 m), deux collines qui forment le mont Kasuga (ja), à l'est du sanctuaire Kasuga, dans le quartier Kasugano ,.

### Faune et flore
La forêt primitive de Kasugayama est un espace forestier préservé de l'intervention humaine depuis son élevation au rang de terre sacrée au milieu du IXe siècle,. Au XXe siècle, et au-delà, son inscription sur les listes du patrimoine culturel du Japon et du patrimoine de l'humanité, assure que des mesures de conservation et de protection appropriées sont appliquées afin de maintenir la virginité originelle de cette forêt qui abrite de nombreuses espèces de plantes et d'animaux,,. Le paysage végétal de Kasugayama n'est cependant pas rigoureusement intact. En effet, au XVIe siècle, par exemple, sur ordre de Toyotomi Hideyoshi, l'un des trois unificateurs du Japon durant la période Sengoku (milieu du XVe siècle - fin du XVIe siècle) , 10 000 cèdres du Japon ont été plantés. En outre, pour compenser les dommages causés par les intempéries, dans une région exposée aux typhons, il est nécessaire d'intervenir dans le cadre d'une gestion restauratoire du site naturel,.

#### Faune
Plus de 1 000 espèces d'animaux ont été répertoriées dans la forêt primitive de Kasugayama, dont pas moins de 1 180 espèces d'insectes et de nombreux oiseaux,.
De nombreuses espèces de passereaux telles que le Pipit à dos olive (Anthus hodgsoni), les Hirondelles rustique (Hirundo rustica) et rousseline (Cecropis daurica), la Bergeronnette des ruisseaux (Motacilla cinerea), la Pie-grièche bucéphale (Lanius bucephalus), le Cincle de Pallas (Cinclus pallasii), le Troglodyte mignon (Troglodytes troglodytes), l'Accenteur du Japon (Prunella rubida), les Rossignols bleu (Larvivora cyane) et à flancs roux (Tarsiger cyanurus), les Merles du Japon (Turdus cardis), à flancs roux (Turdus chrysolaus) et pâle (Turdus pallidus), le Rougequeue aurore (Phoenicurus auroreus), les Grives dama (Zoothera dauma), de Sibérie (Geokichla sibirica) et à ailes rousses (Turdus eunomus), la Bouscarle chanteuse (Horornis diphone), le verdier de Chine (Chloris sinica), le Pouillot boréal (Phylloscopus borealis), le Roitelet huppé (Regulus regulus), les Gobemouches bleu (Cyanoptila cyanomelana) et brun (Muscicapa dauurica), les Mésanges à longue queue (Aegithalos caudatus), noire (Periparus ater) et de Chine (Parus minor), la Tourterelle orientale (Streptopelia orientalis) et le Colombar de Siebold (Treron sieboldii) font leurs nids dans les arbres de la forêt. Des oiseaux de proie sont à l'affût, planant dans les airs, comme le Milan noir (Milvus migrans), l'Autour des palombes (Accipiter gentilis), les Éperviers d'Europe (Accipiter nisus) et du Japon (Accipiter gularis), la Buse du Japon (Buteo japonicus), la Busautour à joues grises (Butastur indicus), l'Aigle montagnard (Nisaetus nipalensis), la Chouette de l'Oural (Strix uralensis), la Ninoxe hirsute (Ninox scutulata), et la Bondrée orientale (Pernis ptilorhynchus). Les coucous fugitif (Hierococcyx fugax), de l'Himalaya (Cuculus saturatus) et gris (Cuculus canorus), le Bihoreau goisagi (Gorsachius goisagi), l'Engoulevent jotaka (Caprimulgus jotaka), les Pics épeiche (Dendrocopos major), kisuki (Dendrocopos kizuki), awokéra (Picus awokera) et à dos blanc (Dendrocopos leucotos), la Bambusicole de Chine (Bambusicola thoracicus), le Faisan scintillant (Syrmaticus soemmerringii), oiseau national du Japon, Bécasse des bois (Scolopax rusticola) et le Martin-chasseur violet (Halcyon coromanda) habitent aussi les bois du mont Kasuga. L'étendue forestière est aussi l'habitat du tanuki du Japon (Nyctereutes viverrinus), de l'écureuil volant géant du Japon (Petaurista leucogenys), de la Martre du Japon (Martes melampus), du Sanglier d'Eurasie, de la taupe japonaise (Mogera wogura), du Grand rhinolophe (Rhinolophus ferrumequinum), et de milliers de cerf Sika (Cervus nippon),. La Grenouille verte des forêts (Rhacophorus arboreus), espèce d'amphibien endémique du Japon, qui effectue sa ponte dans les arbres, et dont les têtards se jettent à l'eau du haut des arbres une fois sortis de l'œuf,, Hynobius nebulosus, Salamandre endémique du Japon, des lucioles, des bousiers, l'espèce de Cigale Euterpnosia chibensis (ja), et le « lycène de Loomis » (Panchala ganesa), un papillon classé, avec son biotope sis au pied nord du mont Hana, monument naturel national, y prospèrent aussi.

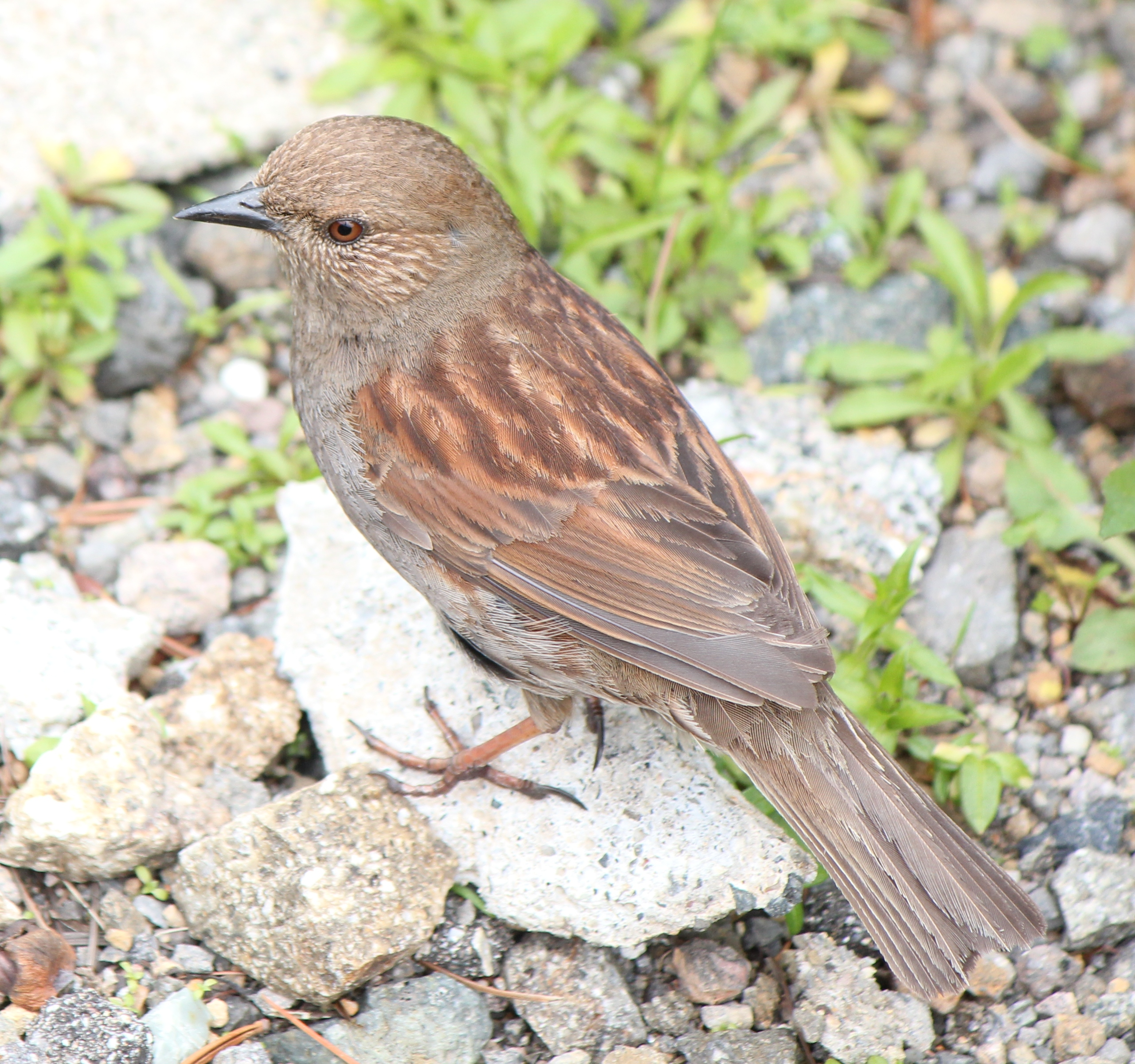
L'accenteur du Japon (Prunella rubida).
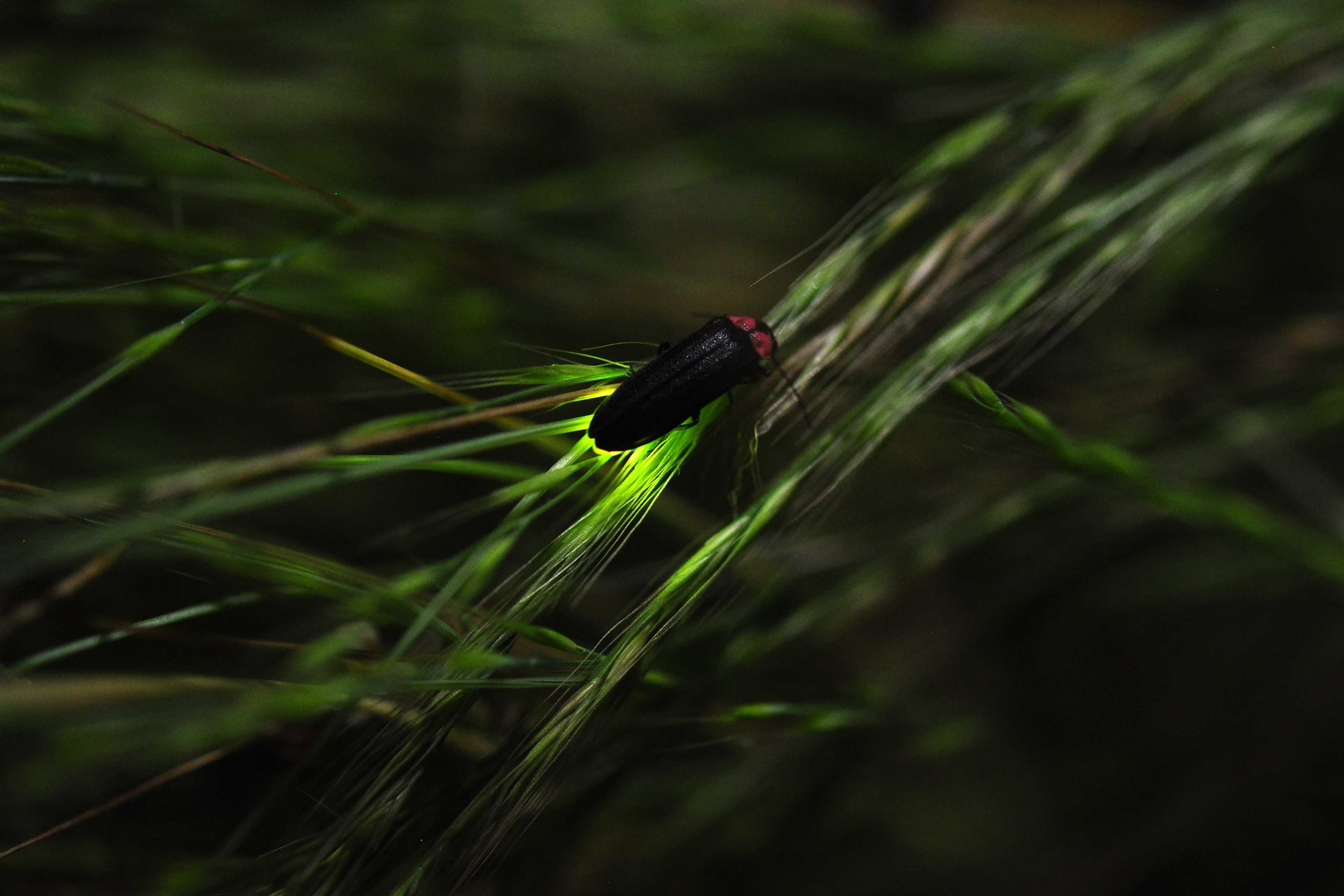
La luciole.
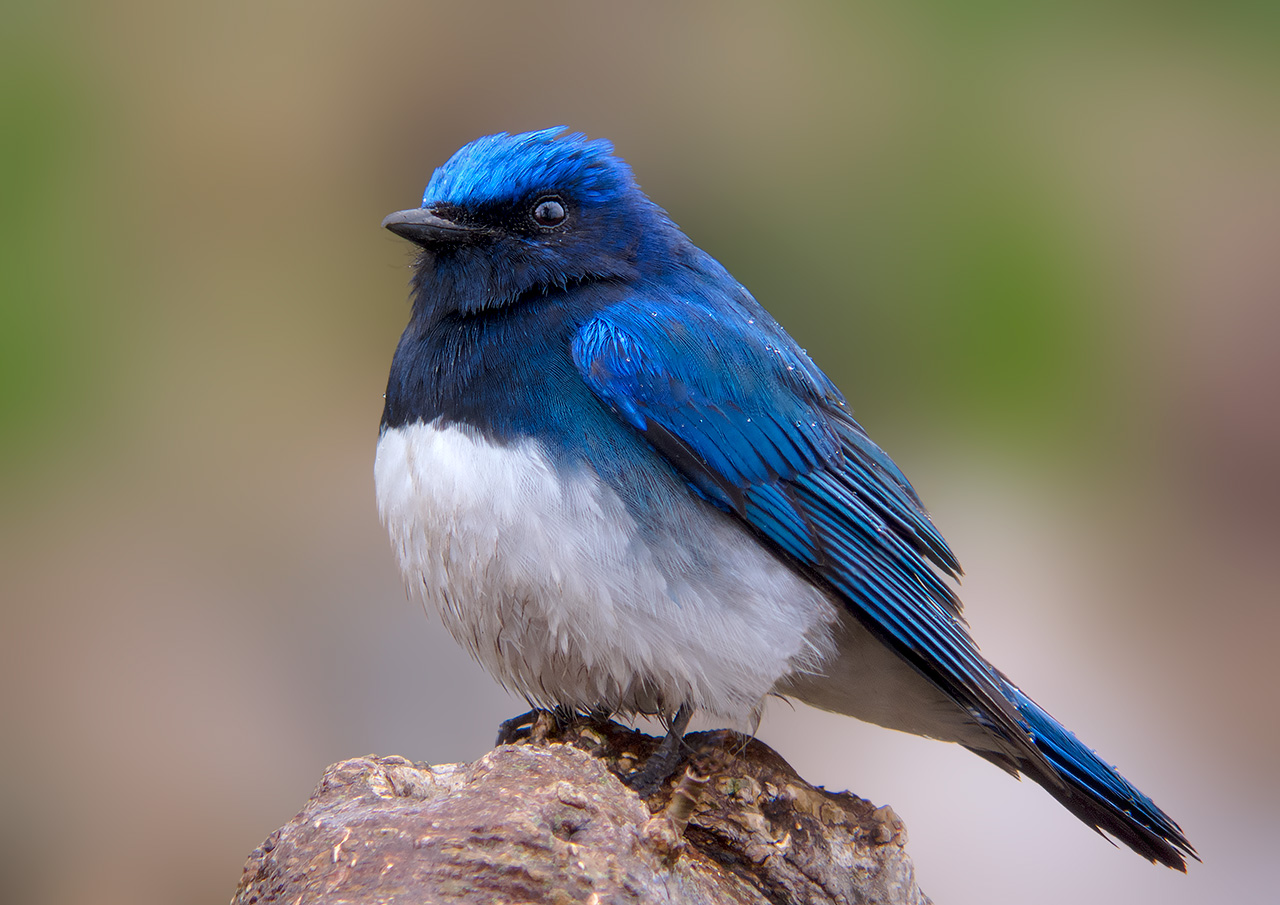
Le gobemouche bleu (Cyanoptila cyanomelana).

#### Flore
La forêt primitive de Kasugayama, forêt de feuillus mêlés de conifères, rassemblent plus de 800 variétés de plantes dont 598 espèces de plantes à fleurs,. Elle abrite des plantes grimpantes comme la Glycine du Japon, la liane à fleurs Uncaria rhynchophylla, et le Faux jasmin jaune (Trachelospermum asiaticum),. Des variétés de fougères telles que Gleichenia japonica, Hypolepis punctata, Dicranopteris linearis, Crepidomanes minutum et Hymenophyllum polyanthos y poussent,,.
Les collines formant le mont Kasuga sont couvertes d'une forêt mixte de Cèdres de l'Himalaya (Cedrus deodara), Cèdres du Japon (Cryptomeria japonica), de Mélèzes du Japon (Larix kaempferi), de Chênes rouvres (Quercus petraea), d'arbustes tropicaux Zanthoxylum ailanthoides, d'Érables japonais (Acer palmatum), d'Érables orientaux à bourgeons gris (Acer rufinerve), de Cerisiers du Japon (Prunus serrulata), de Cerisiers Yoshino (Prunus ×yedoensis), de Pruches du Japon (Tsuga diversifolia), de Cyprès du Japon (Chamaecyparis obtusa), de Hêtres bleu du Japon (Fagus japonica), et de Noyers du Japon (Juglans ailantifolia),,,,.

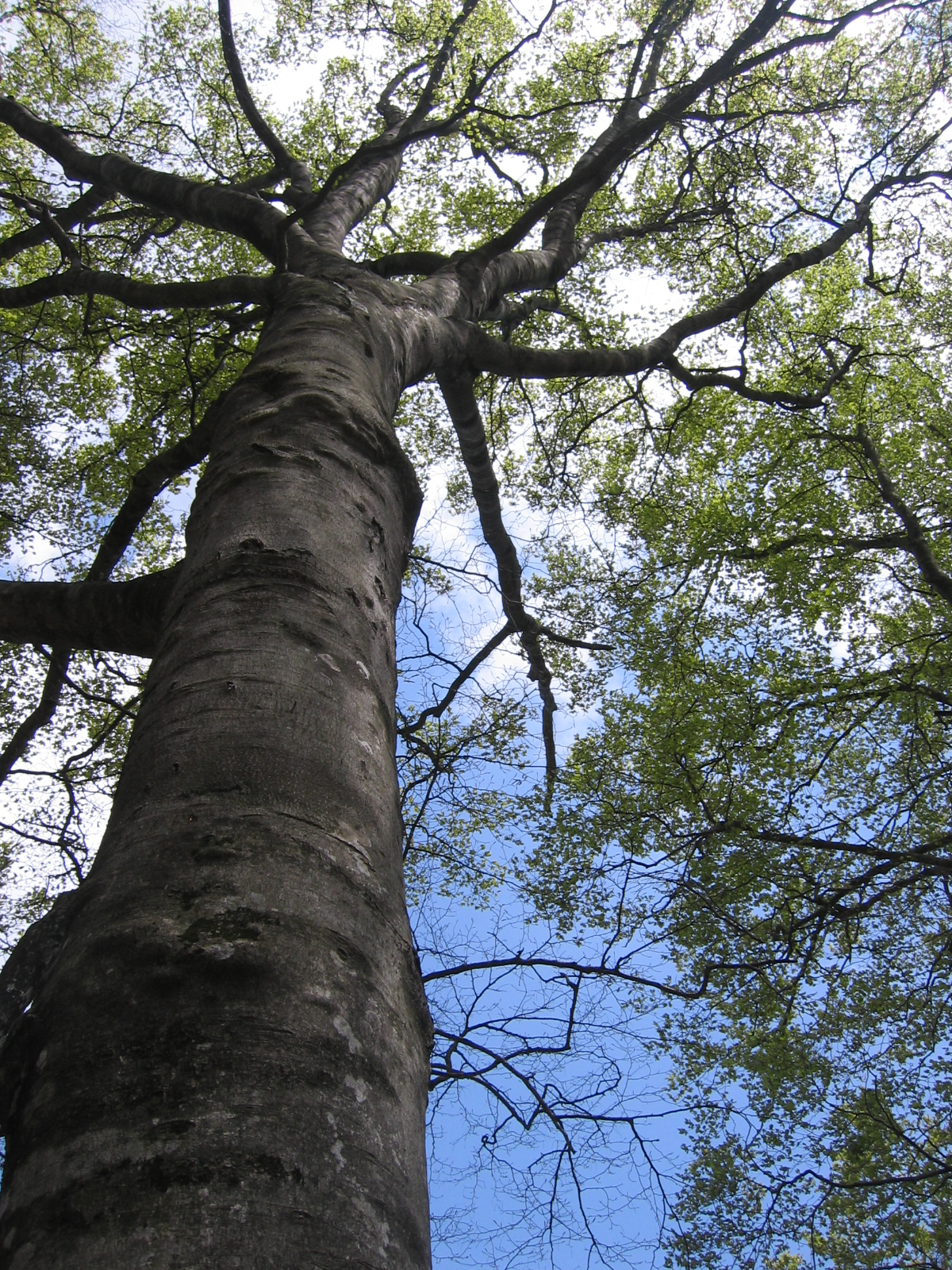
Le hêtre bleu du Japon (Fagus japonica).
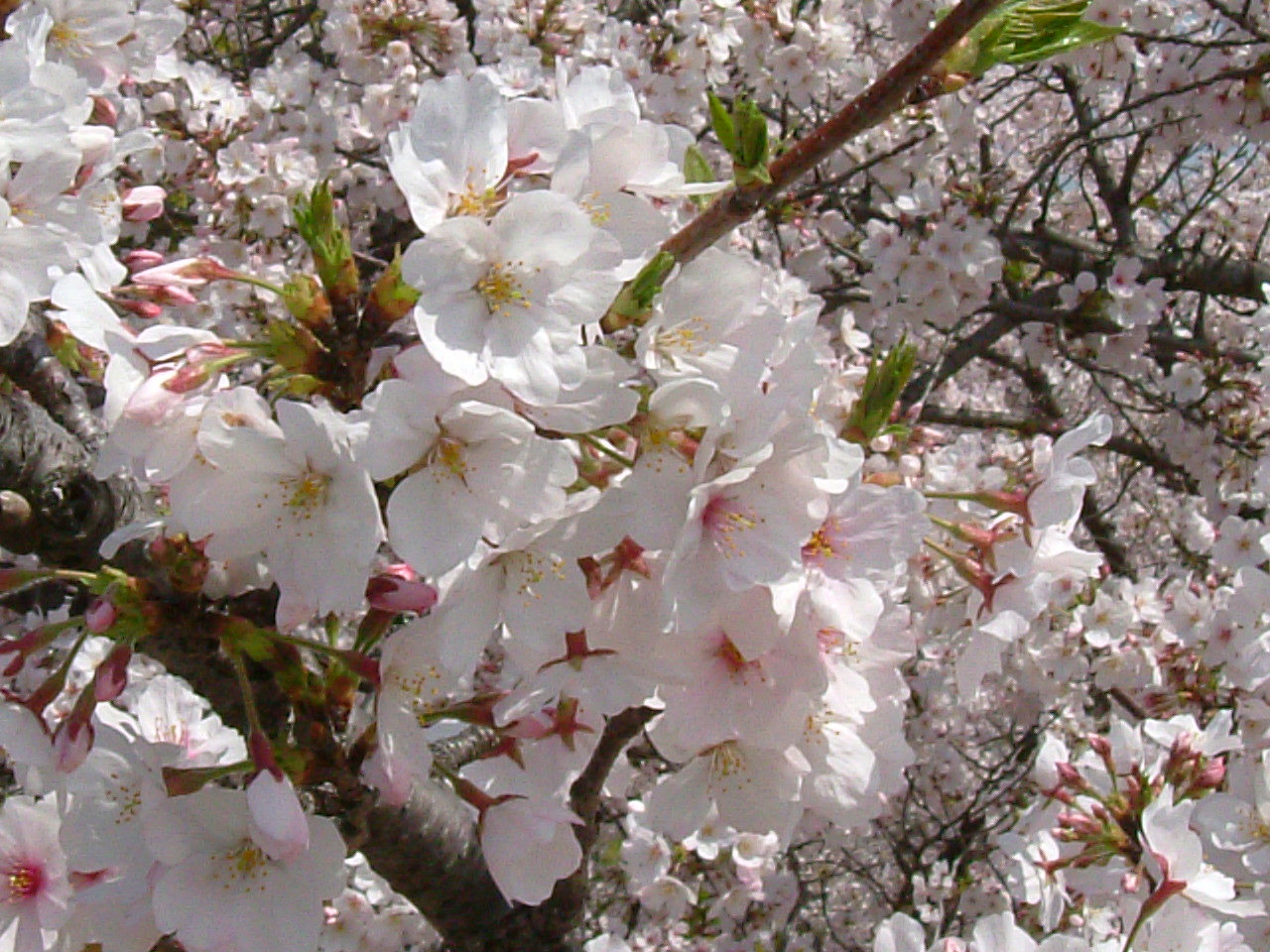
Fleurs de Cerisier Yoshino.
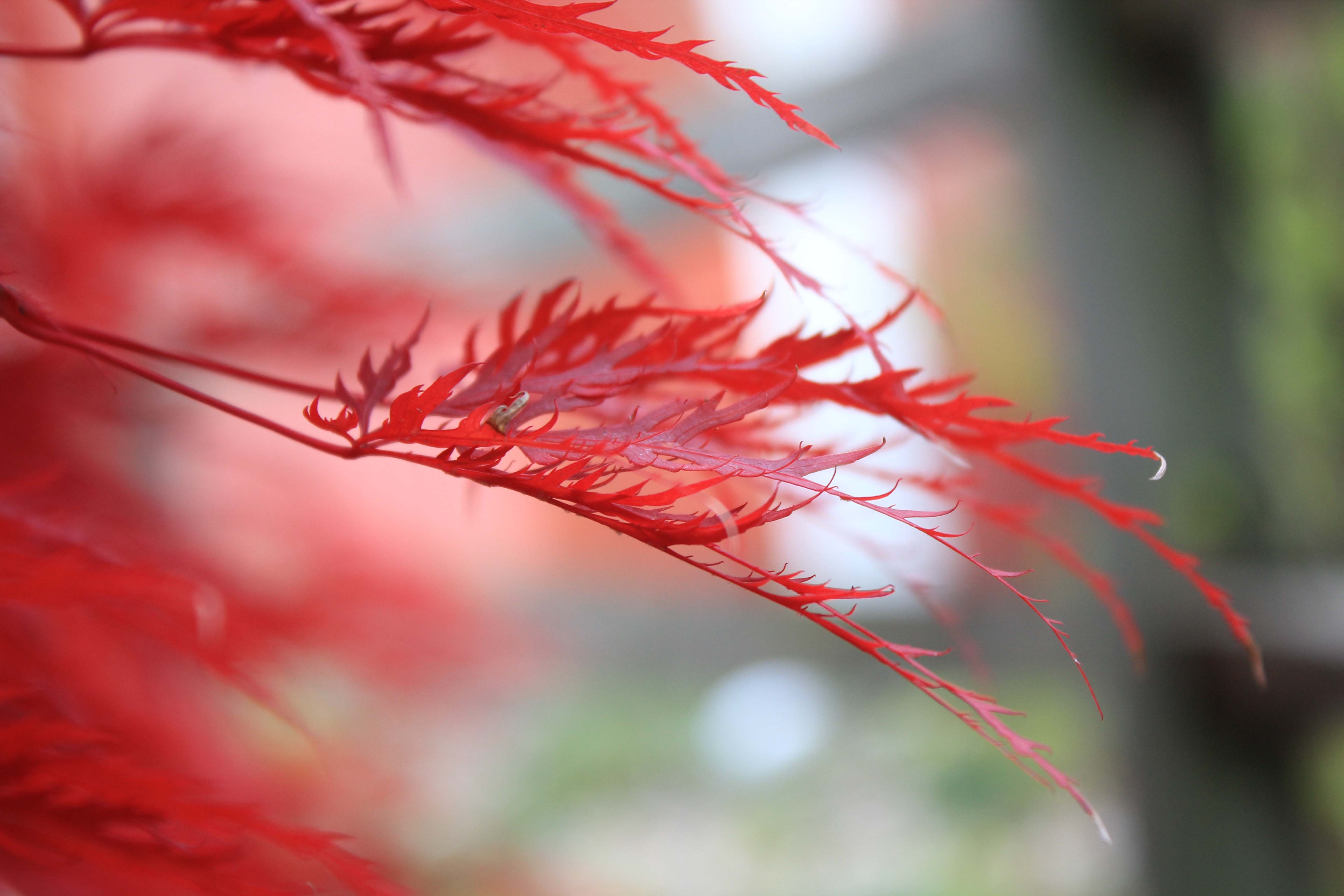
Feuilles d'Érable du Japon.
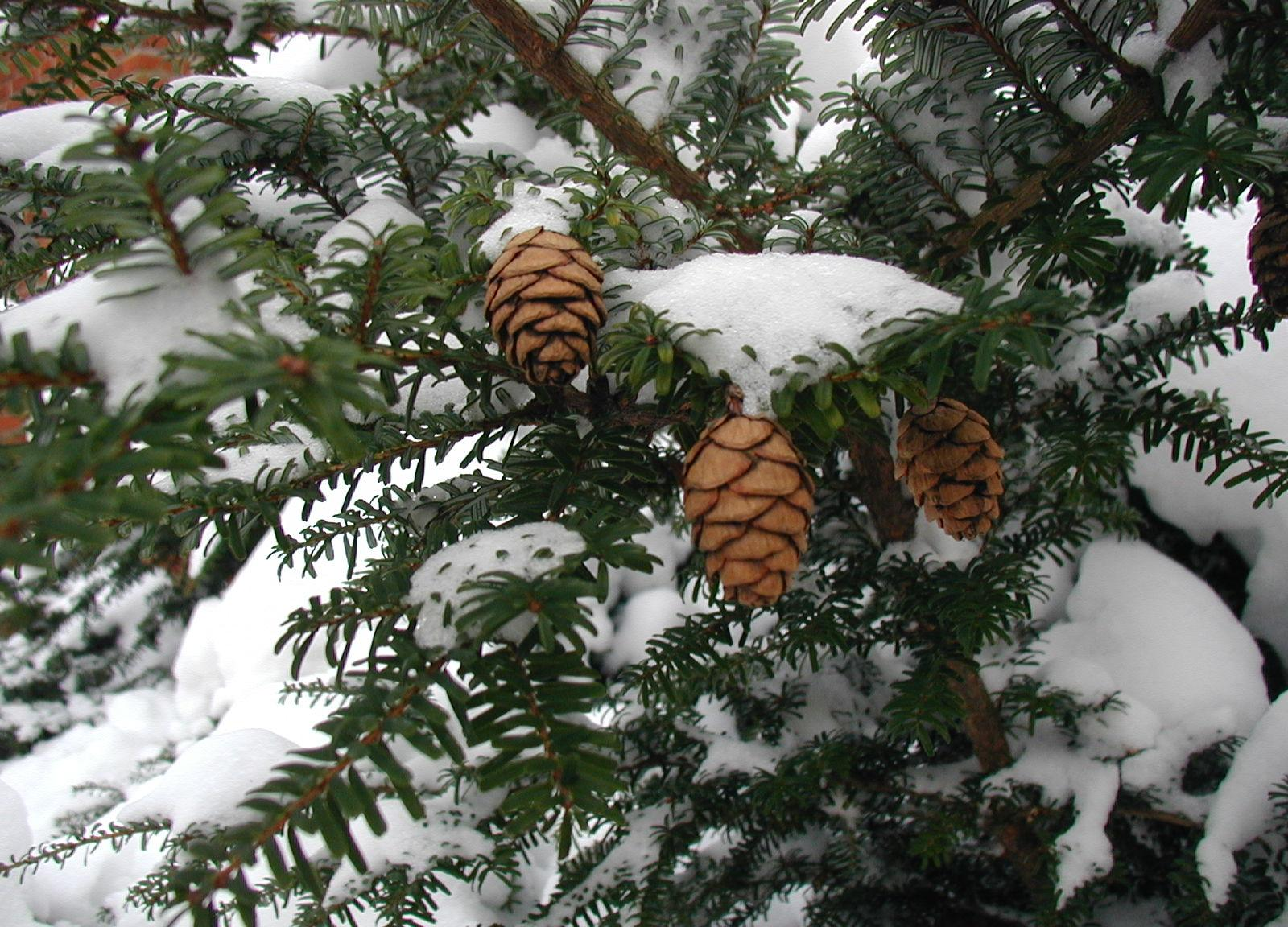
Pruche du Japon.

## Histoire

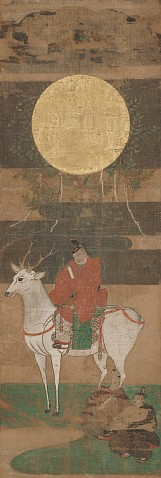
Takemikazuchi, le dieu du tonnerre, sur son cerf blanc (1383).

Depuis au moins l'installation de la capitale impériale à Heijō-kyō en 710, le mont Kasuga est considéré comme une montagne sacrée, lieu de rituels religieux pour des moines bouddhistes,. Il est associé au sanctuaire Kasuga dès sa construction en 768 au bas de son versant ouest. Selon une légende, Takemikazuchi, le dieu du tonnerre, divinité à laquelle le sanctutaire est dédié, apparut chevauchant un cerf blanc, et conseilla aux membres de la famille Fujiwara, fondatrice du Kasuga-taisha, de construire un autre lieu saint au sommet de la montagne. Les cerfs étant désormais révérés comme des messagers de l'esprit divin habitant la colline, la chasse et l'abattage d'arbres furent prohibés à partir de 841,.
En 1871, au début de l'ère Meiji (1868 - 1912), la forêt de Kasugayama est nationalisée par le gouvernement de Meiji issu de la révolution du même nom. Quinze ans plus tard, elle est intégrée au parc de Nara ; une intégration officialisée seulement en 1889,.

## Classement
En décembre 1924, dans le cadre de la loi portant sur la préservation des sites historiques, paysages culturels et monuments naturels promulguée en 1919, la forêt primaire de Kasugayama est classée monument naturel national. Deux ans plus tôt, le pac de Nara, officiellement inauguré en 1880, avait rejoint la catégorie des lieux de beauté pittoresque. Le 15 février 1955, son classement passe de monument naturel national à monument naturel national spécial, une distinction que seulement deux autres forêts partagent dans le pays : celle de Yakushima (préfecture de Kagoshima), une île de l’archipel Ōsumi, située au sud de Kyūshū, et celle du massif montagneux Shirakami dans la préfecture d'Aomori,. Depuis 1998, parmi les monuments historiques de l'ancienne Nara, elle est inscrite sur la liste du patrimoine de l'humanité de l'UNESCO. De plus, la population de cerfs Sika de Nara, ceux qui peuplent le mont Kasuga notamment, est protégée par le gouvernement japonais depuis son classement en monument naturel en 1957.